# Kościół św. Michała Archanioła w Nowej Soli

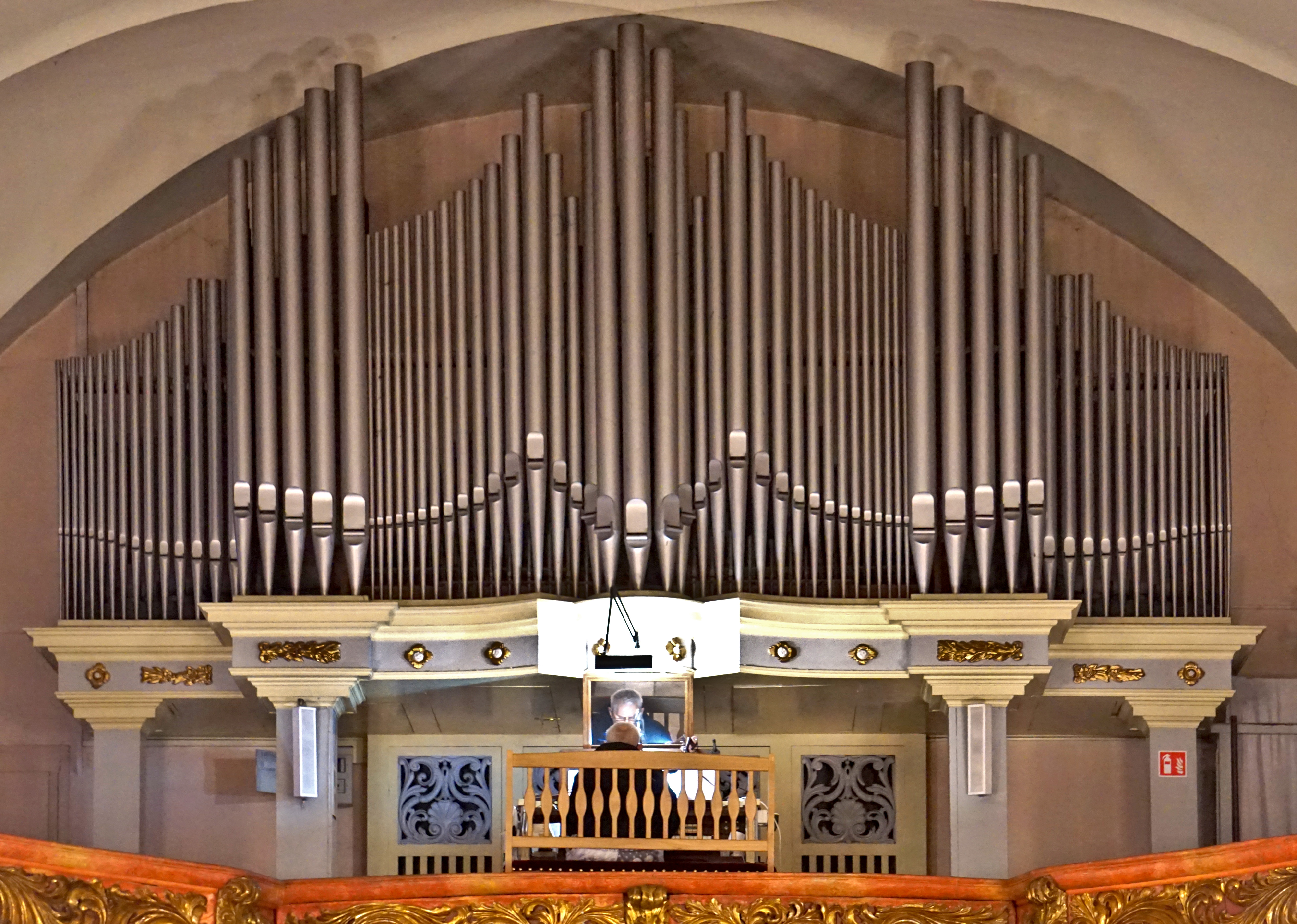
Organy firmy Berschdorf z Nysy

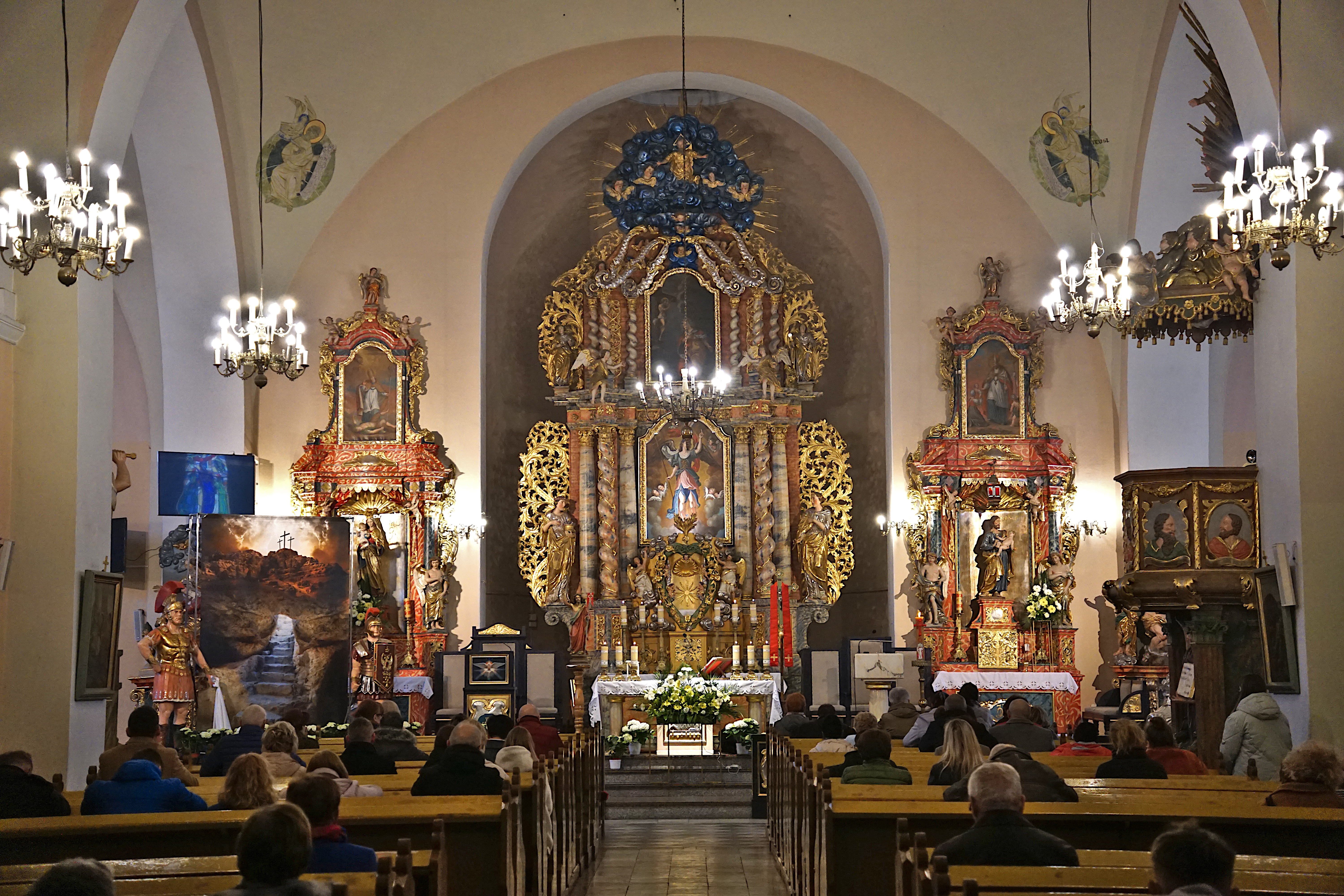
Wnętrze kościoła

Kościół pw. św. Michała Archanioła w Nowej Soli – rzymskokatolicki kościół położony w dekanacie Nowa Sól w diecezji zielonogórsko-gorzowskiej. Jest to najstarszy, bo 400-letni zabytek sakralny w mieście, z  bardzo cennym wystrojem barokowym wnętrza.
Kościół wpisany jest do rejestru zabytków.

## Historia
Początkowo świątynia miała być przeznaczona dla ewangelików, pracujących w tutejszej – nieistniejącej już – warzelni soli. Kościół ewangelicki rozpoczęto budować 22 kwietnia 1591 roku, a budowę ukończono w 1597 roku. Poświęcenie świątyni nastąpiło 27 maja 1597 roku (w dzień Zielonych Świąt) przez pastora z Rakowa koło Smardzewa pod Świebodzinem i diakona Abrahama Cremerusa z Żubrowa. W 1654 roku kościół przejęli katolicy, którzy prawie sto lat później, w 1731, erygowali nową parafię.
Kościół pw. św. Michała Archanioła w Nowej Soli zawdzięcza swój wygląd zewnętrzny, jak i wewnętrzny Jerzemu Ernestowi de Holhring, który będąc przez długie lata najwyższym przedstawicielem władzy cesarskiej na Śląsku i dyrektorem solanek nowosolskich, własnym kosztem zbudował hełm na wieży kościelnej.

## Architektura
Kościół pw. św. Michała Archanioła był pierwotnie jednonawowy. W 1688 roku dobudowano kaplicę, chór oraz nawy boczne nadając budowli kształt litery T. Kościół murowany z cegły i kamienia, posiada cechy stylowe renesansu i baroku. Wieża prezentowała się najwspanialej w XVII wieku w wysokim, barokowym hełmie. Odbudowana w skromniejszej formie po pożarze w roku 1736, w 1945 roku spłonęła po raz kolejny. Przy odbudowie w 1956 roku otrzymała dach wieżowy. W 1956 roku również odnowiono fasadę i absydę. W 1957 roku poprawiono dach.

## Wystrój i wyposażenie
Wnętrze kościoła ma wystrój barokowy. Ołtarze oraz rzeźby pochodzą z XVIII wieku, chrzcielnica jest rokokowa. W XVIII wieku również zbudowano ołtarze dotychczas istniejące: główny św. Michała Archanioła i boczne: Matki Boskiej, św. Józefa, Pana Jezusa w Ogrójcu oraz wykonano rzeźby św. Anny i św. Jana Chrzciciela. W 1964 roku przerobiono ławki. W 1965 roku rozpoczęto malowanie wnętrza według projektu i pod kierownictwem prof. Adama Stalony-Dobrzańskiego z Krakowa. Zakończono je jesienią 1966 roku. W tym samym czasie z okazji Milenium urządzono kaplicę Matki Bożej Częstochowskiej fundując kopię obrazu MBC pędzla prof. Jana Molgi z Warszawy oraz podest z marmuru.  witraże  w kościele wykonane są przez zakład witraży K. Paczki, według projektu prof. A. Stalony-Dobrzańskiego.  

## Otoczenie
Przykościelny cmentarz ogradzał mur z bramą od południowej strony, ozdobioną w okresie baroku rzeźbioną figurą św. Michała Archanioła.

## Literatura
- Stanisław Kowalski, Zabytki województwa zielonogórskiego, Lubuskie Towarzystwo Naukowe, Zielona Góra, 1987.
- Tomasz Andrzejewski, Budowle sakralne powiatu nowosolskiego, Nowa Sól, 2007.